# هونرم‌زرهیان
هونرم‌زرهیان (نام علمی: Eumalacostraca) یا نرم زرهیان واقعی نام یک زیررده از رده نرم‌زرهیان است.
این رده از هونرم زرهیان میتوانند در عمق کم دریاچه ها تا حدود 20 متر زندگی کنند. 
این رده برخلاف لابستر یا شاه میکون خوراکی به شمار نمیروند.